# Fred Astaire
Fred Astaire, ursprungligen Frederick Austerlitz, Jr., född 10 maj 1899 i Omaha, Nebraska, död 22 juni 1987 i Los Angeles, Kalifornien, var en amerikansk dansare, sångare, skådespelare och koreograf. Astaire var inte bara en stor stjärna utan också en av de mest inflytelserika dansarna i musikalfilmens historia. Under 1930-talet var hans danspartner i en serie om tio Hollywoodmusikaler Ginger Rogers, däribland i Continental (1934), Top Hat (1935) och Dansen går (1936).
Astaires karriär spände över 76 år, under vilken han spelade i drygt 10 musikaler på Broadway och scener i London, medverkade i 31 musikalfilmer, en handfull tv-program samt gjort ett flertal skivinspelningar. Astaire utnämndes av AFI till den femte största manliga filmstjärnan från Hollywoods klassiska era.
Gene Kelly, en annan berömd dansstjärna i Hollywood, har sagt att "the history of dance on film begins with Astaire." Bortom filmens värld har även många andra dansare och koreografer, inklusive Rudolf Nurejev, Sammy Davis Jr., Michael Jackson, Gregory Hines, Michail Barysjnikov, George Balanchine, Jerome Robbins, Madhuri Dixit och Bob Fosse, omnämnt Astaires inflytande.

## Biografi
Tillsammans med sin syster Adele (1896–1981) debuterade han som sjuårig och turnerade med vaudevilleteatrar runt USA. Syskonen blev kända som barnstjärnor med två illuminerade bröllopstårtor som rekvisita, men hade till en början hårda år. 1917 gjorde de debut på Broadway i musikalen Over the Top. Året därpå fick de sitt stora genombrott i The Passing Show of 1918 och blev sedan favoriter hos publiken på såväl Broadway som i London.
Syskonens kompanjonskap upphörde 1931, då Adele gifte sig med Lord Charles Cavendish. 
Astaire gjorde ett filmtest i Hollywood vilket resulterade i den berömda domen: "Kan inte sjunga. Kan inte agera. Aningen skallig. Kan dansa litet grand". Han fick dock en liten roll mot Joan Crawford i Den dansande Venus 1933.
Strax efter sammanfördes han med nykomlingen Ginger Rogers, ett partnerskap som skulle leda till tio filmer tillsammans. När Rogers övergick till mer dramatiska roller fortsatte Astaire med dansfilmer, med partners såsom Cyd Charisse och Eleanor Powell. I mitten på 1940-talet blev Gene Kelly hans obestridlige arvinge och Astaire drog sig då tillbaka, men gjorde en triumfartad comeback 1948 i En dans med dej mot Judy Garland.
I princip helt på egen hand skapade Astaire en helt ny typ av sång- och dansfilmer. Astaire var perfektionist, som finslipade steg och rörelser tills han kunde dansa med en sällsynt lätthet, glädje och virtuositet, precis som om dansen var improviserad i ögonblicket. I sina filmer lanserade han också många melodier som kom att bli evergreens. Han gjorde även några dramatiska filmroller. 
Fred Astaire belönades med en special-Oscar 1949 för sina insatser inom filmen och Oscarnominerades för bästa manliga biroll för Skyskrapan brinner!.

## Filmografi i urval

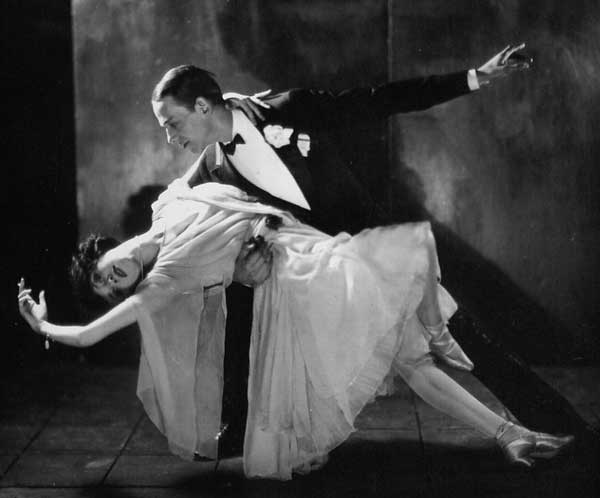
Fred och Adele Astaire 1921.

- 1933 – Den dansande Venus
- 1933 – Flyg med till Rio
- 1934 – Continental
- 1935 – Top Hat
- 1935 – Roberta
- 1936 – Flottan dansar
- 1936 – Dansen går
- 1937 – En flicka i knipa
- 1937 – Får jag lov?
- 1938 – Vi ses igen!
- 1939 – Två ska man vara
- 1940 – Dans efter noter
- 1940 – Broadways melodi 1941
- 1941 – Bröllopsdansen
- 1942 – Bröllop i Buenos Aires
- 1942 – Värdshuset Fritiden
- 1943 – Upp i det blå
- 1946 – Ziegfeld Follies
- 1948 – En dans med dej
- 1949 – Vi dansar igen!
- 1950 – Tre små ord
- 1950 – I dansens virvlar
- 1951 – Kungligt bröllop
- 1952 – Skål för bruden!
- 1953 – Den stora premiären
- 1955 – Pappa Långben
- 1957 – Kär i Paris
- 1957 – Silkesstrumpan
- 1959 – På stranden
- 1961 – Åh, en sån pappa!
- 1962 – Den misstänkta värdinnan
- 1964 – Livat i Paris
- 1968 – Finian's Rainbow
- 1970 – Santa Claus Is Comin' to Town (TV-film)
- 1974 – That's Entertainment!
- 1974 – Skyskrapan brinner!
- 1976 – Hollywood, Hollywood! (That's Entertainment! II)
- 1979 – Mannen i tomtedräkten (TV-film)
- 1981 – Gengångare
- 1994 – That's Entertainment! III